# Bichromátometrie
Bichromátometrie je metoda odměrné analýzy, používaná pro stanovení železa dle Knopa a některých organických látek (hydrochinon, kyselina askorbová, thiomočovina).

## Princip metody
V kyselém prostředí oxiduje K2Cr2O7 látky redukčních vlastností, přičemž se sám redukuje na ionty Cr3+:
Cr2O72−  + 14 H+ +  6 e−   ↔  2 Cr3+ + 7 H2O
Titrace se nejčastěji provádějí v prostředí zředěné H2SO4. Za chladu lze pracovat i v prostředí 1-2 M HCl, při vyšších koncentracích nebo za varu se však HCl oxiduje na Cl2.
K indikaci bodu ekvivalence se často používá difenylamin, nebo se provádí potenciometrická titrace. Difenylamin se používá jako 1% nebo 0,1% roztok v konc. H2SO4 (bezbarvý roztok). V bodě ekvivalence reaguje difenylamin s první nadbytečnou kapkou dichromanu na difenylbenzidinovou violeť, což se projeví zmodráním roztoku.

## Příklady stanovení

### Stanovení železa a jeho sloučenin podle Knopa
Titruje se odměrným roztokem K2Cr2O7 v prostředí Knopova roztoku (roztok H3PO4 + H2SO4)  za použití difenylaminu jako indikátoru.
6 Fe2+  +    Cr2O72−   +  14 H+  →  6 Fe3+ + 2 Cr3+  +  7 H2O
H3PO4 se přidává do titrovaného roztoku, aby vázala vznikající Fe3+ ionty do bezbarvého komplexu, a tím byl zvýrazněn barevný přechod indikátoru v bodě ekvivalence. V ekvivalenčním bodě se změní barva roztoku ze světle zelené do modrofialové.
V přítomnosti Fe3+ iontů musí dojít při stanovení nejdříve k jejich redukci, buď pomocí SnCl2 nebo Jonesova reduktoru, na Fe2+ ionty.

### Stanovení organických látek
Z řady organických látek, které se mohou kvantitativně oxidovat a přímo stanovit, je to např. hydrochinon, kyselina askorbová, thiomočovina. Titrace se provádí v prostředí zředěné H2SO4 za použití difenylaminu jako indikátoru.
Řada stanovení se provádí nepřímo. V silně kyselém prostředí se organické látky kvantitativně oxidují odměrným roztokem K2Cr2O7 na CO2 a H2O. Ke vzorku se přidává nadbytek odměrného roztoku dichromanu, který se po proběhnutí oxidace stanovuje titrací železnatou solí nebo jodometricky. Lze takto stanovit např. ethylenglykol, methanol, kyselinu mravenčí, glycerol.